# Clausophyes galeata
Clausophyes galeata is een hydroïdpoliep uit de familie Clausophyidae. De poliep komt uit het geslacht Clausophyes. Clausophyes galeata werd in 1908 voor het eerst wetenschappelijk beschreven door Lens & van Riemsdijk. 